# Biurowiec Hansa Poelziga we Wrocławiu
Biurowiec Hansa Poelziga – budynek handlowo biurowy znajdujący się w narożniku ulic Łaciarskiej i Ofiar Oświęcimskich 38/40 we Wrocławiu, jedno z najlepszych dzieł architekta Hansa Poelziga.

## Historia i architektura budynku
W 1908 roku w ramach regulacji ulicy Ofiar Oświęcimskich i Łaciarskiej, wyburzono kamienice stojące przy ulicy Łaciarskiej 2/3.
Budynek został wzniesiony na planie litery "U" w latach 1912-1913, przez wrocławską firmę Lolat Eisenbeton Breslau A. G. na zlecenie spółki Junkernstrasse-Baugesellschaft G.m.b.H.. Zajmował powierzchnię 1170 m² na parterze i ma kształt zbliżony do prostokąta. Dwa skrzydła główne ustawione są prostopadle do siebie i biegną wzdłuż ul. Łaciarskiej i Ofiar Oświęcimskich. W środku znajduje się prostokątny dziedziniec zamknięty skrzydłem oficyny.

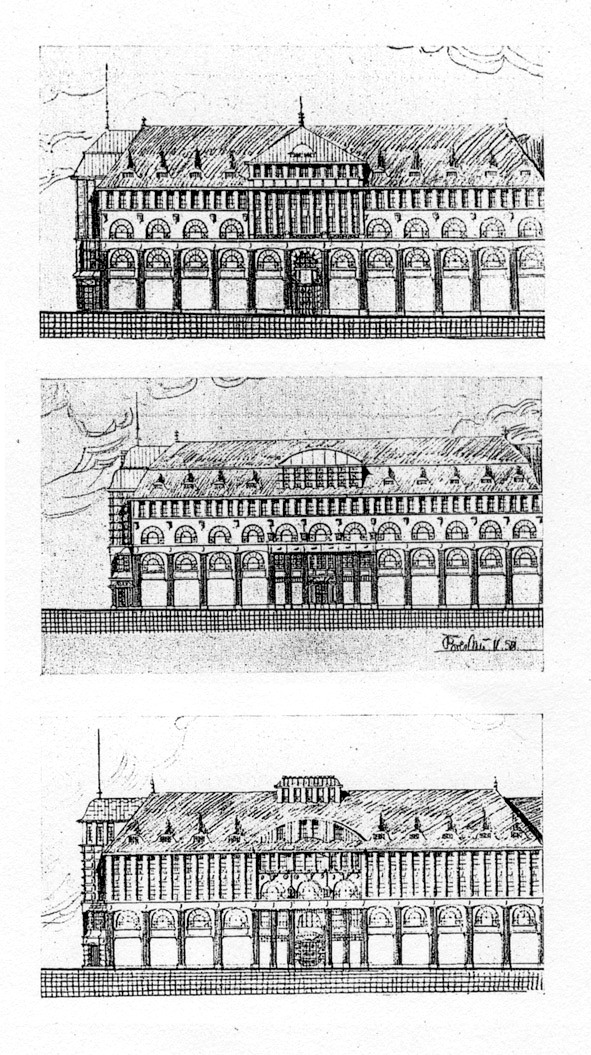
Trzy wczesne projekty z lat 1909–1911 autorstwa Alvina Wedemanna

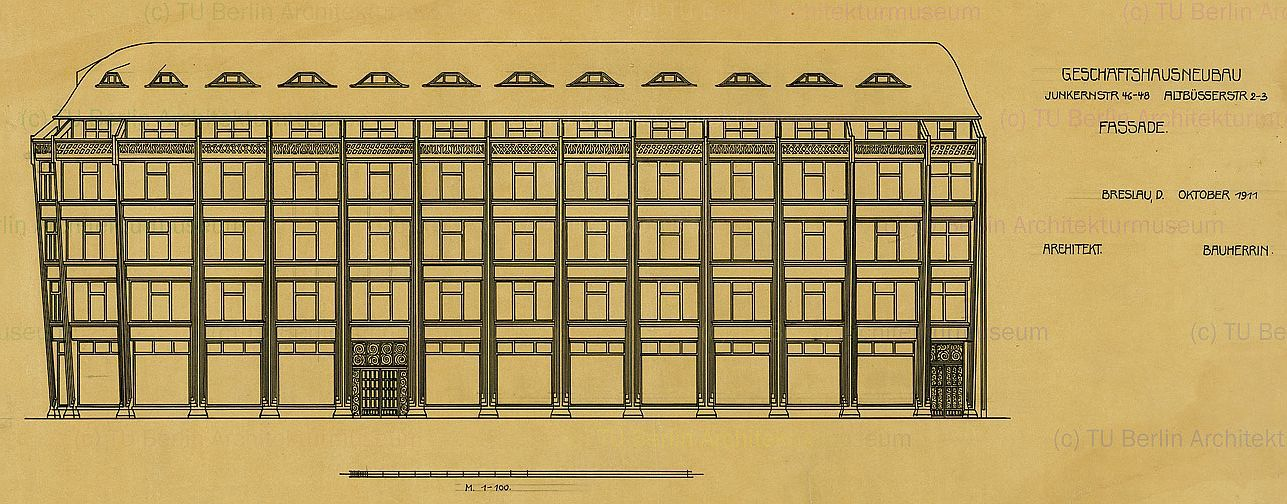
Pierwszy niezatwierdzony projekt Hansa Poelziga z widoczną artykulacją wertykalną

Pierwsze projekty nowego budynku zostały przedstawione w latach 1909–1911 przez Alvina Wedemanna. W październiku 1911 roku Hans Poelzig przedstawił swoją pierwszą wersję projektu budynku, w którym główną rolę kompozycyjną odgrywały wertykalne podziały akcentujące wielopiętrowe ramy. Ramy te były podstawą konstrukcji każdego piętra; Poelzig zaprojektował siedem nakładających się na siebie ram żelbetonowych w kształcie odwróconej litery "U", zespolonych z żelbetonowymi stropami. Ramy dodatkowo były poszerzane względem każdej następnej kondygnacji: w części parterowej miały 11.75 metrów rozpiętości a na piątej kondygnacji 12,75 metrów. W ten sposób wyższe piętra były nadwieszone nad ulicą co zwiększyło powierzchnię użytkową budynku. Dzięki braku podpór wewnętrznych przestrzeń poszczególnych pięter można było łatwo dostosowywać do aktualnych potrzeb i funkcji handlowych i biurowych.
 Zaakceptowana i ostateczna wersja projektu powstała w 1912 roku. Główną zmianą w stosunku do wcześniejszej wersji była zmiana kompozycji, w której akcenty położono na horyzontalny układ poszczególnych kondygnacji, ramy zostały cofnięte i częściowo zamaskowane wysuniętymi przed lico gzymsami międzyokiennymi wzmocnionymi potężnymi żłobkowanymi konsolami. Pozostała część ram rozmieszczonych rytmicznie co 4,3 metra były widoczne zarówno od strony ulicy jak i dziedzińca. Szkielet budynku składa się z regularnych przęseł: jedenastu od strony ul. Ofiar Oświęcimskich, 4 od ulicy Łaciarskiej i trzech od narożnika. Charakterystycznym elementem elewacji budynku był zaokrąglony narożnik na zbiegu ulic oraz nadwieszające się wspornikowo nad ulicą pasy stropów, które wraz ze ściankami podparapetowymi sprawiały wrażenie pasów belkowania. Elewacja w większości jej powierzchni była pozbawiona dekoracji. Wyjątek stanowiły geometryczne głowice słupów oraz ażurowa balustrada niewielkiego tarasu okalającego budynek na wysokości piątej kondygnacji cofniętej o 120 cm w stosunku do pozostałych. Część parterowa wypełniona była dużymi witrynami sklepowymi a na pozostałych kondygnacjach umieszczono duże trójdzielne okna. Od strony dziedzińca elewacja jest licowana białą glazurowaną cegłą. Cały budynek pokryty jest obecnie płaskim dachem; pierwotnie był to dach eliptyczny dwupołaciowy.
Na parterze budynku, przez dłuższy czas znajdowały się pomieszczenia sklepowe, m.in. swoją siedzibę miał tu pierwszy we Wrocławiu sklep firmy Elektrolux. Wyższe piętra początkowo były jednoprzestrzenne, dwu i trzytraktowe, najczęściej podzielone lekkimi ściankami działowymi na potrzeby biurowe. W latach późniejszych w centralnej części każdego piętra utworzono korytarz a po obu jego stronach pomieszczenia biurowe i pomieszczenia właściciela. Trzecią i czwartą kondygnację zajmowała miejska szkoła kupiecka dla chłopców i dziewcząt. Komunikację pionową zapewniały klatki schodowe znajdujące się w skrzydle od ul. Ofiar Oświęcimskich: klatka główna znajduje się w trzecim przęśle od strony narożnika a klatka pomocnicza w ostatnim. W tym samym ostatnim przęśle znajduje się przejazd prowadzący na dziedziniec.
Według Krystyny Kirschke budynek dzięki elewacji o horyzontalnym układzie i specyficznej ramowej konstrukcji żelbetonowej stał się pierwowzorem dla nowoczesnych europejskich wielofunkcyjnych domów handlowych. W 1938 roku, po nocy kryształowej, miasto przejęło budynek na cele biurowe.

### Kino Urania
W części narożnej budynku, w latach 1912-1924 funkcjonowało kino Urania należące początkowo do spółki Schlesische Urania GmbH mającej na celu organizowania przedstawień filmowych i wykładów edukacyjnych. Pokazy filmowe rozpoczęły się w budynku 22 grudnia 1912 roku (premierowe), a dla szerszej publiczności od 24 grudnia. Przed ekranem znajdowała się fontanna uruchamiana podczas przerw między projekcją filmów. Na pierwszym piętrze, od stycznia 1913 roku, funkcjonowała sala wykładowa, w której organizowano odczyty, prelekcje i towarzyszące im prezentacje filmów. Początkowo kino funkcjonowało pod wspólną nazwą Shlesische Urania, po otwarciu sali wykładowej istniało już pod dwoma nazwami: "Shlesische Urania" (sala wykładowa na 1 piętrze), gdzie prezentowano głównie filmy dokumentalne, oraz "Urania-Kino-Theater" (sala kinowa na parterze), gdzie prezentowano popularne filmy fabularne i komediowe. Sala wykładowa została zamknięta w 1913 roku a sala kinowa w 1914 roku. 6 lutego 1915 roku ponownie otworzono w budynku kino pod tą samą nazwą, które od 1916 funkcjonowało jako "Lichtspielhaus". Jej właścicielem był wówczas Ernst Riegner. Kino mogło pomieścić 291 widzów i posiadało ekran o szerokości 7,5 metrów. Funkcjonowało do 1924 roku. W 1925 roku parter budynku został przebudowany na potrzeby firmy M.Steiner & Sohn AG.

## Po 1945 roku
Działania wojenne w 1945 roku nie zniszczyły znacząco budynku z wyjątkiem ostatniego piętra. Budynek do 1992 roku był użytkowany przez Biuro Projektowo-Badawcze Budownictwa Ogólnego "Miastoprojekt". W 1968 roku budynek był przebudowywany. Budynek podniesiono o jedną kondygnację, która przed 1945 rokiem spełniała rolę strychu. Od 1992 roku znajdował się tu III Oddział Banku Zachodniego SA. W 1995 roku budynek został wyremontowany i przebudowany na potrzeby banku (m.in. Obszar Logistyki i Zarządzania Nieruchomościami). W powojennej historii budynku w jego murach znajdował się również Teatr Pantomimy (sale do prób), Klub Studencki „Pałacyk” (przeniesiony tymczasowo z ulicy Tadeusza Kościuszki na czas remontu macierzystej siedziby) i Prokuratura Apelacyjna.

## Uwaga
1. ↑  Pisownia nazwy firmy uległa zmianie w 1957 roku z Elektrolux na Electrolux[9].
2. ↑  W 1916 rokiem kinem kierował Georg Rienger. Po I wojnie światowej kino przeszło w posiadanie spółki Gotthilf & Baron[5].
3. ↑  Firma M.Steiner & Sohn AG zajmowała się produkcją i sprzedażą łóżek i mebli z drewna i metalu, pościeli tekstylnej i dodatków do łóżek, a także handlowała artykułami wyposażenia sypialni i innymi artykułami wyposażenia wnętrz.